# Marcilly-d'Azergues
Marcilly-d'Azergues es una comuna francesa situada en el departamento de Ródano, de la región de Auvernia-Ródano-Alpes. Pertenece a la comunidad de comunas Beaujolais-Pierres Dorées.

## Geografía
Está situada a 15 kilómetros en el noroeste de Lyon.

## Demografía
| 377 | 443 | 472 | 692 | 714 | 831 | 873 | 873 |
| Para los censos de 1962 a 1999 la población legal corresponde a la población sin duplicidades (Fuente: INSEE [Consultar]) |     |     |     |     |     |     |     |